# Ernesto Biondi
Ernesto Biondi (Morolo, 1854. január 29. – Róma, 1917. április 5.) olasz szobrász.

## Pályája
Lazio dél részében, Morolóban született. Korán érdeklődést mutatott a művészetek iránt, és rajztudása révén helyi hírnévre tett szert. Egyik első szobra a Morolóval szomszédos Supino védőszentje, San Cataldo tűzben elpusztult szobrának a reprodukiója volt.
1870-ben Rómába költözött, ahol rövid ideig a San Luca Akadémián tanult, majd önképzőként folytatta a tanulást.
Szobrászként társadalmi, irodalmi és történelmi témák is érdekelték. Több műve szocialista és republikánus elveket tükröz. (Az 1888-ban készült Povero Cola és Povera gente például a nép nehéz életkörülményeit kritizálják.) 1883-tól Biondi csaknem minden bronz műve Alessandro Nelli római öntödéjében készült.

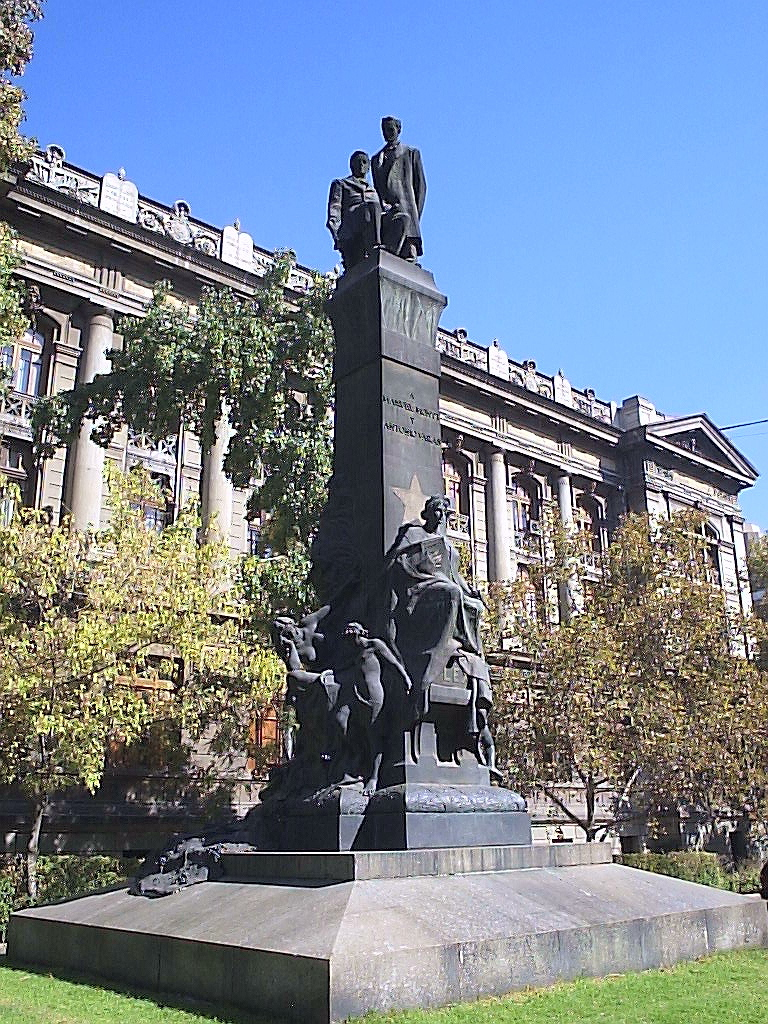
Manuel Montt és Antonio Varas emlékműve (Santiago de Chile)

1900-ban egy nemzetközi versenyen Santiago de Chile város a morolói mestert választotta ki, hogy tervezze meg "a Felszabadítók" - Manuel Montt, az első chilei elnök, és Antonio Varas de la Barra belügyminiszter - emlékművét. Biondi Rómában megépítette az emlékművet, és 1903-ban küldte el Chilébe.

## Fordítás
- Ez a szócikk részben vagy egészben  az   Ernesto Biondi című olasz Wikipédia-szócikk ezen változatának fordításán alapul.  Az eredeti cikk szerkesztőit annak laptörténete sorolja fel. Ez a jelzés csupán a megfogalmazás eredetét és a szerzői jogokat jelzi, nem szolgál a cikkben szereplő információk forrásmegjelöléseként.